# Charles Bouvet-Bionda
Pour les articles homonymes, voir Bouvet.
Charles Albert Antoine Bouvet-Bionda (né Bouvet le 17 octobre 1918 à Allinges et décédé le 26 mai 2005 à Thonon-les-Bains) est un athlète français, spécialiste du saut à la perche et du décathlon. 

## Biographie
Il participe au concours de saut à la perche des Jeux olympiques de 1948 se déroulant à Londres. Il est éliminé en qualifications avec une meilleure marque de 3,60 m.
Outre sa participation aux Jeux olympiques, il est sélectionné 4 autres fois pour représenter l'équipe de France d'athlétisme entre 1945 et 1948. Il remporte le concours de saut à la perche lors d'une rencontre France-Belgique en 1945 et un Suisse-France en 1948. Également, il remporte quatre médailles aux championnats de France d'athlétisme : une d'argent sur décathlon et trois autres de bronze lors de concours de saut à la perche.
Il remporte à quatre reprises le titre de Champion de France « gymnaste complet » de 1948 à 1951.
A 16 ans, en 1934, il quitte la Haute-Savoie afin de s'engager à la Brigade de sapeurs-pompiers de Paris et intègre l'équipe spéciale de gymnastique. En 1940, devant l'avancée des troupes allemandes, il tente avec sa compagnie de gagner la France libre, mais ils feront rapidement demi-tour pour revenir se constituer prisonniers volontaires, afin de continuer à assurer leur mission auprès de la population parisienne au sein de l'unité spéciale anti-bombardements.  
De retour de Paris en 1946 où il évoluait au Racing, Charles Bouvet est nommé moniteur chef de l’Étoile Sportive de Thonon. Ayant pour ambition de réunir l'ensemble des associations pratiquant l'athlétisme à Thonon, il crée en octobre 1946 le Thonon Athletic Club et en devient le directeur sportif.
Droguiste de profession, il a été adjoint aux sports à la mairie de Thonon-les-Bains entre 1947 et 1980. Il a reçu les Palmes Académiques au grade d'officier en 1988. Son nom a été donné à la Maison des sports. En 2006 est créé le Meeting Charles Bouvet-Bionda, dédié aux épreuves de saut.

## Palmarès
| Date | Compétition     | Lieu    | Résultat | Épreuve          | Marque |
| ---- | --------------- | ------- | -------- | ---------------- | ------ |
| 1948 | Jeux olympiques | Londres | 17e      | Saut à la perche | 3,60 m |

| Date | Compétition            | Lieu     | Résultat | Épreuve          | Marque       |
| ---- | ---------------------- | -------- | -------- | ---------------- | ------------ |
| 1943 | Championnats de France | Lyon     | 2e       | Décathlon        | 5 562 points |
| 1945 | Championnats de France | Bordeaux | 3e       | Saut à la perche | 3,50 m       |
| 1947 | Championnats de France | Colombes | 3e       | Saut à la perche | 3,50 m       |
| 1948 | Championnats de France | Colombes | 3e       | Saut à la perche | 3,70 m       |
| 1949 | Championnats de France | Colombes | 5e       | Saut à la perche | 3,80 m       |
| 1951 | Championnats de France | Paris    | 4e       | Saut à la perche | 3,70 m       |

## Records
| Épreuve          | Épreuve   | Marque | Lieu    | Date |
| ---------------- | --------- | ------ | ------- | ---- |
| Saut à la perche | Plein air | 3,90 m | Inconnu | 1946 |